# Ліхнувкі
Ліхнувкі (пол. Lichnówki, нім. Klein Lichtenau) — село в Польщі, у гміні Ліхнови Мальборського повіту Поморського воєводства.
Населення — 209 осіб (2011).
У 1975-1998 роках село належало до Ельблонзького воєводства.

## Демографія
Демографічна структура станом на 31 березня 2011 року:
|          | Загалом | Допрацездатний вік | Працездатний вік | Постпрацездатний вік |
| -------- | ------- | ------------------ | ---------------- | -------------------- |
| Чоловіки | 103     | 21                 | 77               | 5                    |
| Жінки    | 106     | 25                 | 66               | 15                   |
| Разом    | 209     | 46                 | 143              | 20                   |